# Arriva Paddington
Arriva Paddington (The Adventures of Paddington Bear) è una serie televisiva a cartoni animati canadese/francese. Il cartone animato è basato sul personaggio dell'orso Paddington di Michael Bond e sceneggiato da Bruce Robb. È prodotto da Cinar (ora WildBrain) e Protecrea.
In Italia la serie è stata trasmessa da Italia 1 dal 1º ottobre 2003, con la prima stagione.

## Doppiaggio
| Personaggio   | Doppiatore originale | Doppiatore italiano |
| ------------- | -------------------- | ------------------- |
| Paddington    | Frank Lenart         | Pietro Ubaldi       |
| Judy          | Cornelia Ulrich      | Patrizia Scianca    |
| Curry         | Klaus Munster        | Gianfranco Gamba    |
| Gruber        | Peter Musaus         | Mario Scarabelli    |
| Sig. Ra Bird  | Margit Weinert       | Graziella Porta     |
| Sig. Brown    | John Glover          | Marco Balzarotti    |
| Sig. Ra Brown | Moir Leslie          | Dania Cericola      |
| Jonathon      | Steven Webb          | Monica Bonetto      |